# 柯氏鱭
柯氏鱭（学名：Coilia coomansi）為輻鰭魚綱鲱形目鳀科的其中一種，分布於中西太平洋的印尼海域，棲息深度可達50公尺，本魚從頭向尾部逐漸變細，腹部圓潤，上頷短未能達到鰓蓋前，胸鰭鰭條細長，有10個或11個長的細絲，臀鰭長，並與尾鰭相連，尾鰭短小，臀鰭軟條80條，體長可達12.3公分，棲息在河口或沿海。

## 擴展閱讀
維基物種上的相關：柯氏鱭